# Almirante de la Flota (Rusia)
El Almirante de la Flota o Almirante de la Armada (en ruso: Адмирал флота, romanizado: Admiral flota) es el rango naval más alto de las fuerzas Armadas de Rusia, es el equivalente al rango naval soviético de Almirante de la Armada Soviética, el segundo más alto de la Armada de la URSS, pues el primero, Almirante de la Flota de la Unión Soviética, se consideraba más bien un rango honorario.
Su equivalente en las fuerzas terrestres sería el de general de ejército. El rango es equivalente asimismo a otros rangos de almirante de la flota internacionales. El único rango superior en las fuerzas rusas es el de Mariscal de la Federación de Rusia, que hasta la fecha solo ha ocupado Ígor Serguéyev.

## Almirantes de la Flota
- Feliks Nikoláyevich Grómov (1937-2021); nombrado el 13 de junio de 1996; retirado el 7 de noviembre de 1997.
- Vladímir Ivánovich Kuroyedov (n. 1944); nombrado el 21 de febrero de 2000; retirado el 5 de septiembre de 2005.
- Vladímir Vasilyevich Masorin (n. 1947); nombrado el 15 de diciembre de 2006; retirado el 24 de agosto de 2007.
- Vladímir Serguéyevich Visotski (n. 1954); nombrado el 11 de septiembre de 2007; retirado el 6 de mayo de 2012.
- Víktor Víktorovich Chirkov (n. 1959); nombrado el 6 de mayo de 2012; retirado el 6 de abril de 2016.
- Vladímir Ivánovich Korolev (n. 1955); nombrado el 5 de abril de 2016; retirado el 3 de mayo de 2019.
- Nikolái Anatólievich Yevménov (1962-2024); nombrado el 3 de mayo de 2019; retirado el 10 de marzo de 2024.
- Alexander Alekséyevich Moiseev (n. 1962); nombrado el 2 de mayo de 2024 (en funciones desde el 10 de marzo)